# Ilyodon xantusi
Espèce
Statut de conservation UICN

 NE : Non évalué
Ilyodon xantusi est une espèce de poissons d'eau douce de la famille des Goodeidae. Originaire du Mexique, cette espèce peut être élevée en aquarium.

## Description
D'après la description originale sous le nom Balsadichthys xantusi :

« Le corps de l'adulte est modérément élancé, à l'exception de la région temporale disproportionnellement lourde, particulièrement juste derrière la tête. La plus grande profondeur (environ 1,7 ou 1,8 fois la plus grande largeur) est contenue dans la longueur standard, 3,0 fois (de 2,8 à 3,6 chez les mâles adultes de taille moyenne à grande, et de 3,0 à 3,6 chez les femelles similaires). Le contour dorsal s'élève abruptement juste derrière l'occiput à un angle d'environ 35° chez les grands mâles, de manière moins abrupte chez les mâles plus jeunes et les femelles, puis s'élève légèrement en une courbe faible jusqu'à une section plate avant l'origine de la nageoire dorsale, le long de la base de laquelle le contour légèrement convexe descend à un angle de moins de 20°. Le contour ventral est fortement et souvent anguleusement courbé de l'isthme à la nageoire pelvienne, atteignant généralement le point le plus bas avant cette nageoire ; il s'élève le long de la base de la nageoire anale à un angle d'environ 60° chez les grands mâles, de manière moins raide chez les jeunes mâles, et à un angle d'environ 30° chez les femelles. Le pédoncule caudal est long et élancé, mais moins que chez B. whitei, avec des contours divergeant doucement vers l'avant et l'arrière. »

## Répartition
Cette espèce se rencontre uniquement dans le bassin Armeria-Coahuayana au Mexique, et plus précisément dans les rivières Cohuayana, Armería, Purificación, Arbasco et Ameca.

## Systématique
Le nom valide complet (avec auteur) de ce taxon est Ilyodon xantusi (Hubbs & Turner (d), 1939),.
Ilyodon xantusi a pour synonyme :
- Balsadichthys xantusi Hubbs & Turner, 1939

Mais cette taxinomie est remise en cause et aurait une histoire complexe. C'est en effet sous le nom I. xantusi que cette espèce apparaît dans la majeure partie des sources en ligne (dont WoRMS et Fishbase), mais le site ECoF qui est la référence majeure pour la classification des poissons, réfute cette taxinomie. Il indique qu'après avoir été initialement décrite sous le nom de Balsadichthys xantusi par Hubbs et Turner en 1939, elle a ensuite été placée dans le genre Ilyodon, et considérée comme espèce valide pendant un temps (sous le nom Ilyodon xantusi), avant d’être finalement réinterprétée en 2017, comme un synonyme de Ilyodon furcidens, une espèce décrite bien plus tôt (Jordan & Gilbert, 1882). ECof considère donc I. xantusi comme espèce non acceptée et actuellement valide sous le nom Ilyodon furcidens. Cette dernière ayant aussi comme synonymes les noms suivants :
- Balsadichthys xantusi (Jordan & Gilbert, 1882) (donc Ilyodon xantusi)
- Ilyodon paraguayense (Eigenmann, 1907), dont la localité type était erronément indiquée comme étant le Paraguay.

## Étymologie
Le nom du genre Ilyodon, décrit par Eigenmann en 1907, est composé de deux termes grecs : « ilyos », signifiant « boue » ou « vase », et « odon », signifiant « dent ». L'allusion exacte n'est pas expliquée, mais elle fait probablement référence à la manière dont la série unique de dents bicuspides de I. paraguayense (maintenant considéré comme I. furcidens), ainsi que son canal alimentaire, sont des adaptations pour se nourrir de la végétation aquatique et des matières détritiques.
L'épithète spécifique « xantusi » rend hommage à Louis Janos (John) Xantus de Vesey (1825–1894), un Hongrois qui faisait partie de l'équipe de William Hammond, le collecteur.
Pour l'espèce I. furcidens, le nom spécifique fait référence aux dents antérieures de ces poissons, qui sont toutes bicuspides ou en forme de Y, évoquant ainsi des dents fourchues.

## Publication originale
- (en) C. L. Hubbs et C. L. Turner, « Studies of the fishes of the order Cyprinodontes. XVI. A revision of the Goodeidae », Miscellaneous publications. Museum of Zoology, University of Michigan, Ann Arbor, vol. 42,‎ 9 novembre 1939, p. 1-80 (ISSN 0076-8405, lien=http://deepblue.lib.umich.edu/handle/2027.42/56287, consulté le 21 avril 2025) .

## Galerie

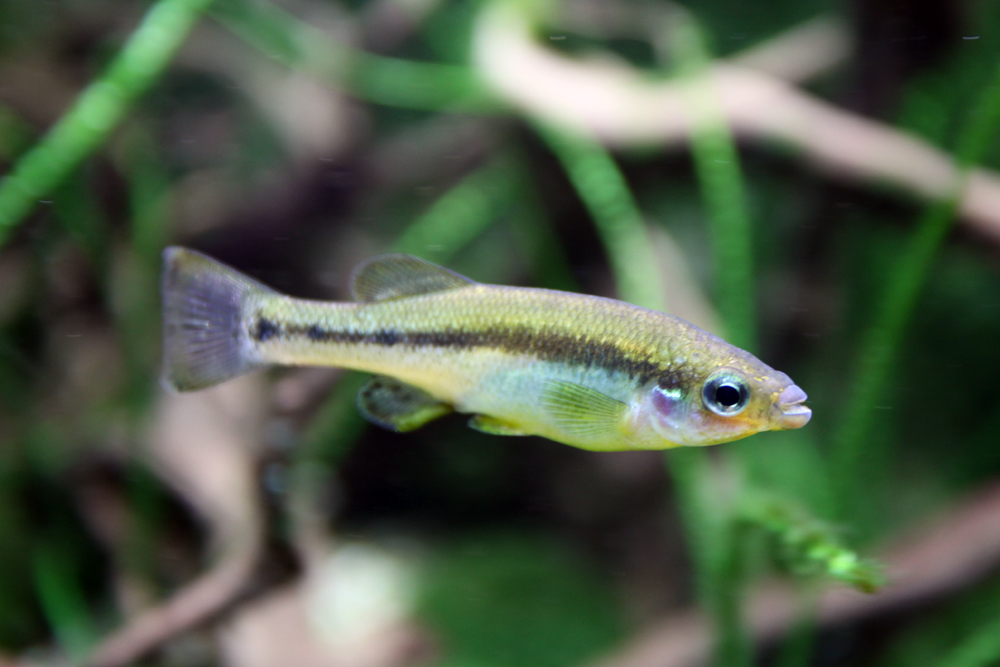
Jeune mâle.
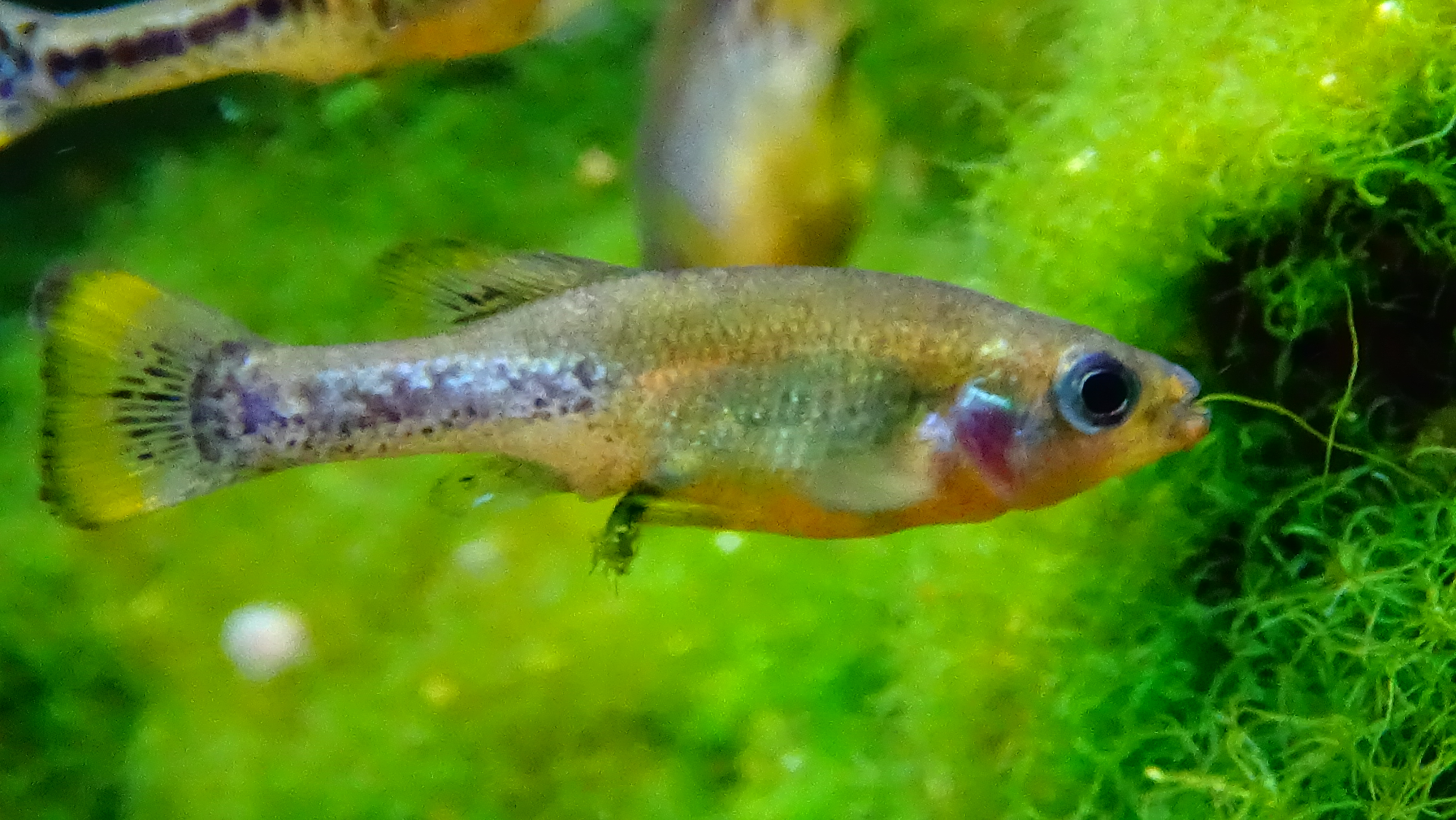
Mâle.
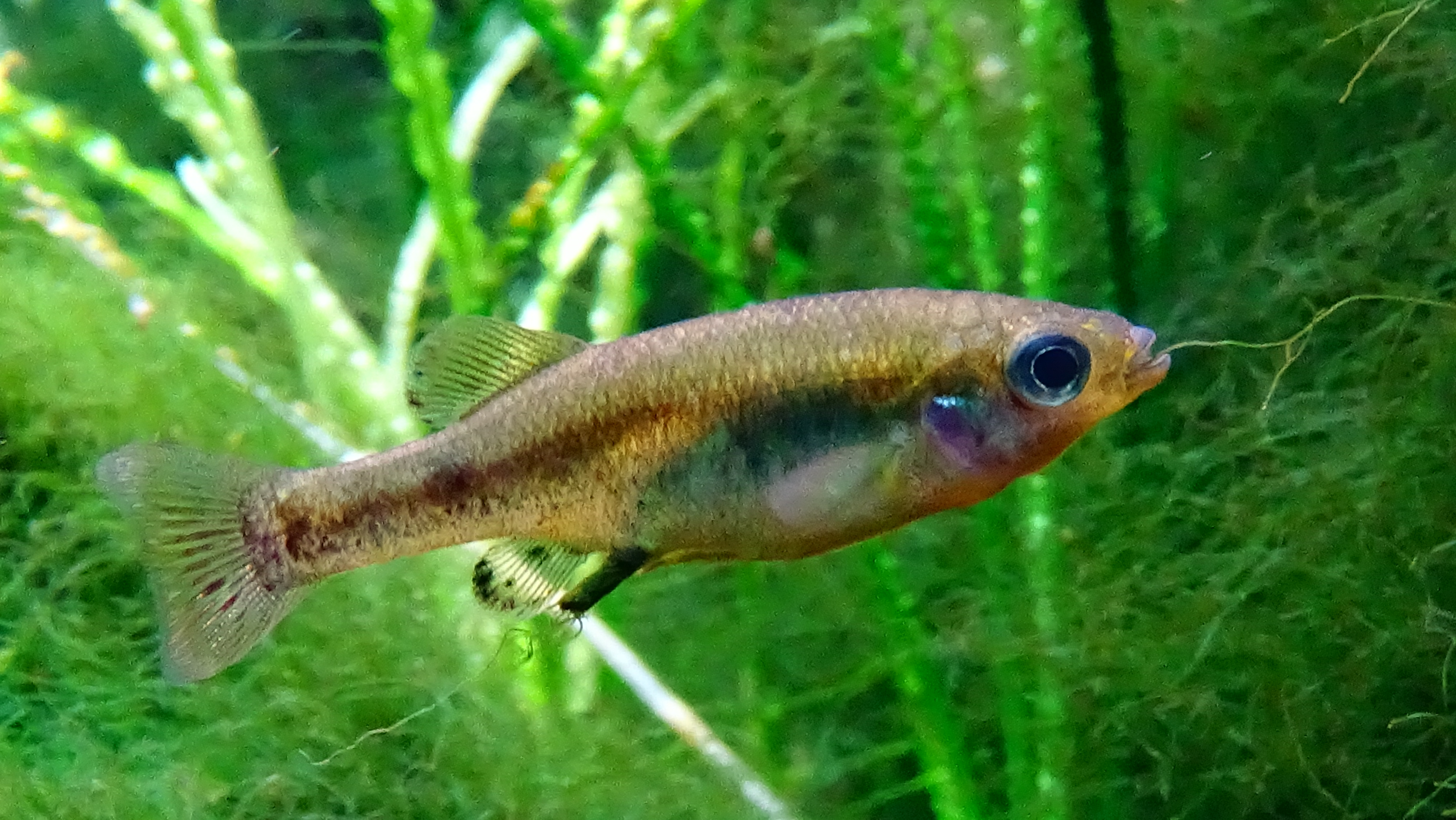
Femelle.

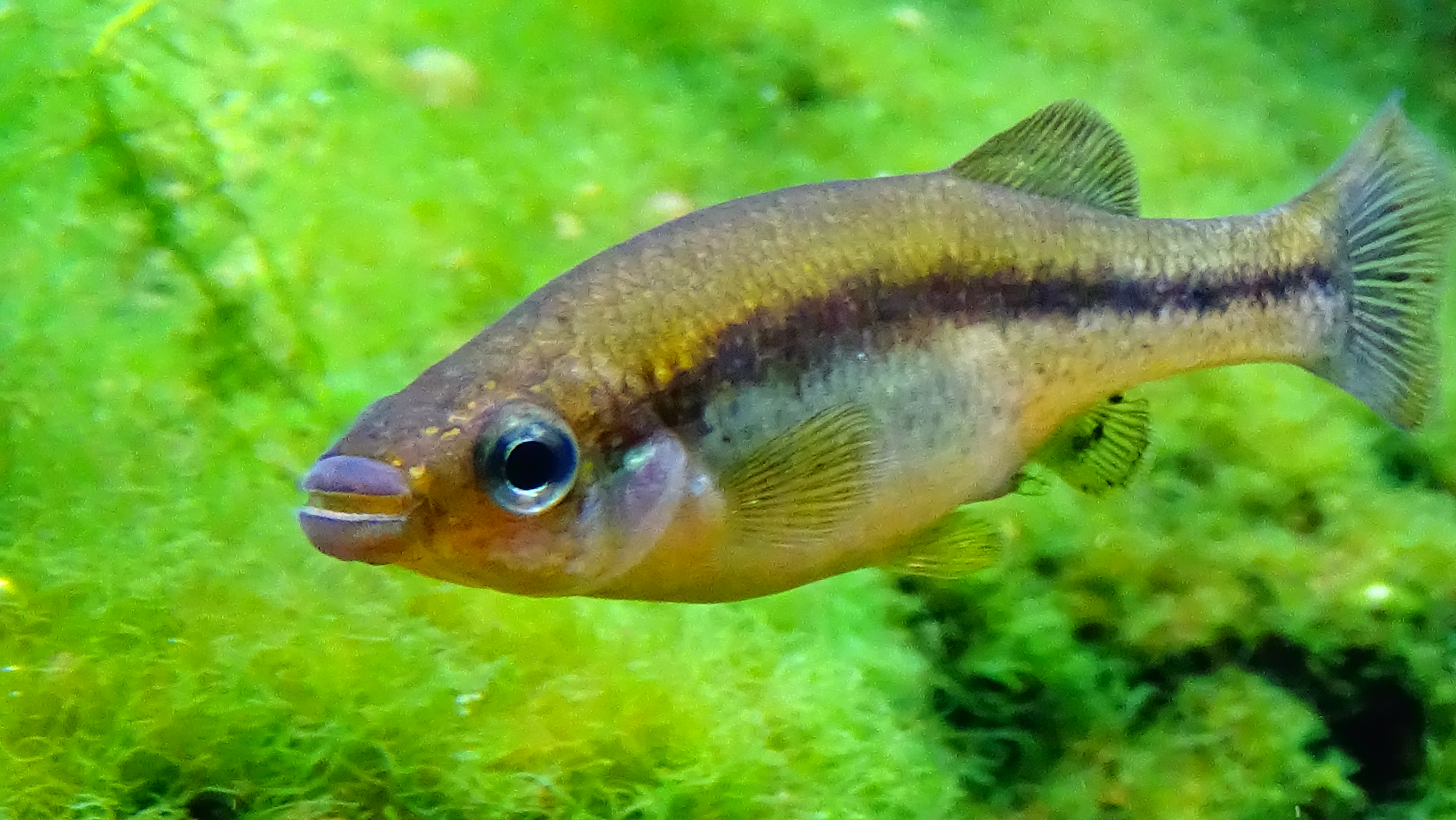
Femelle.
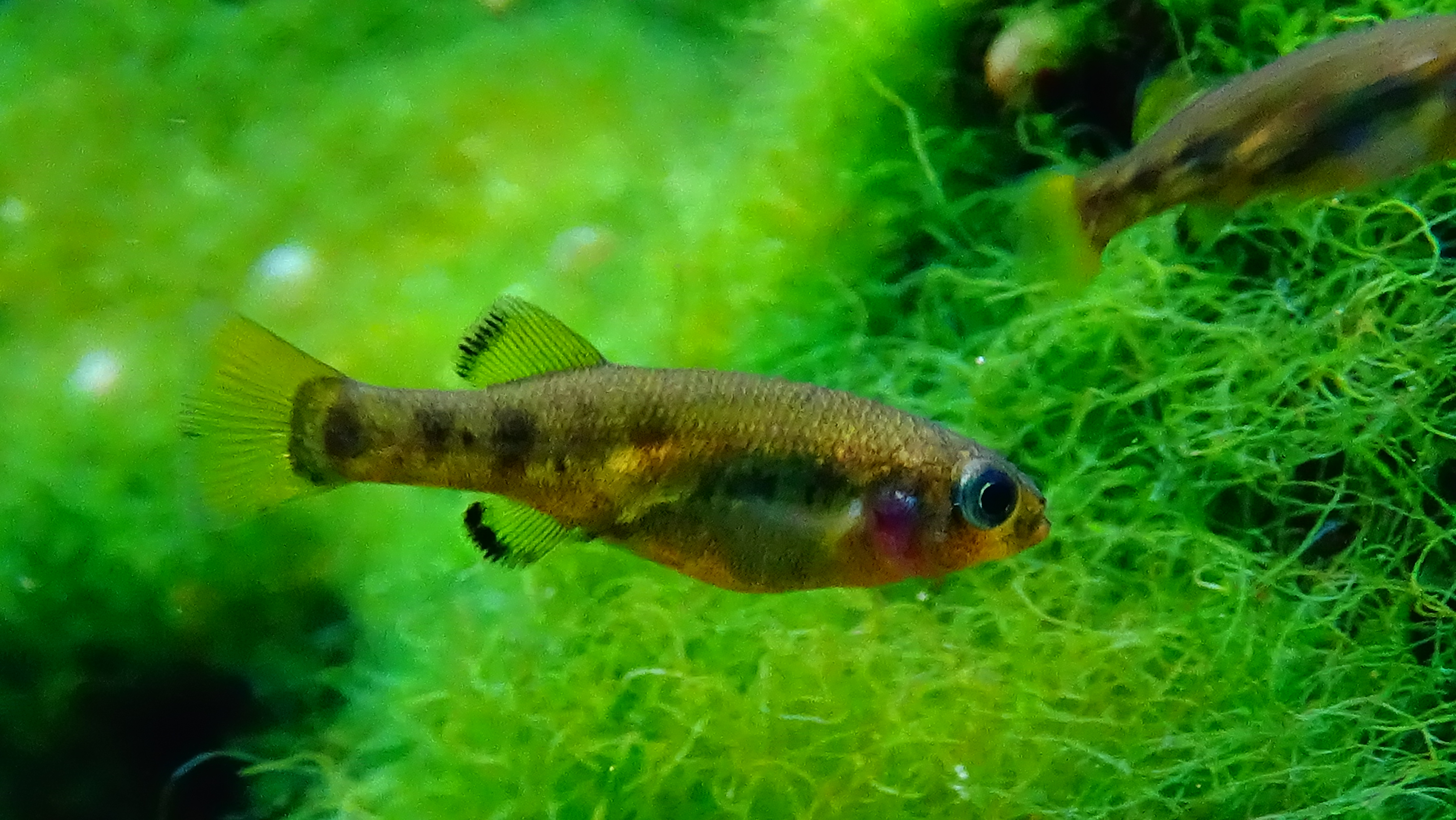
Jeune.
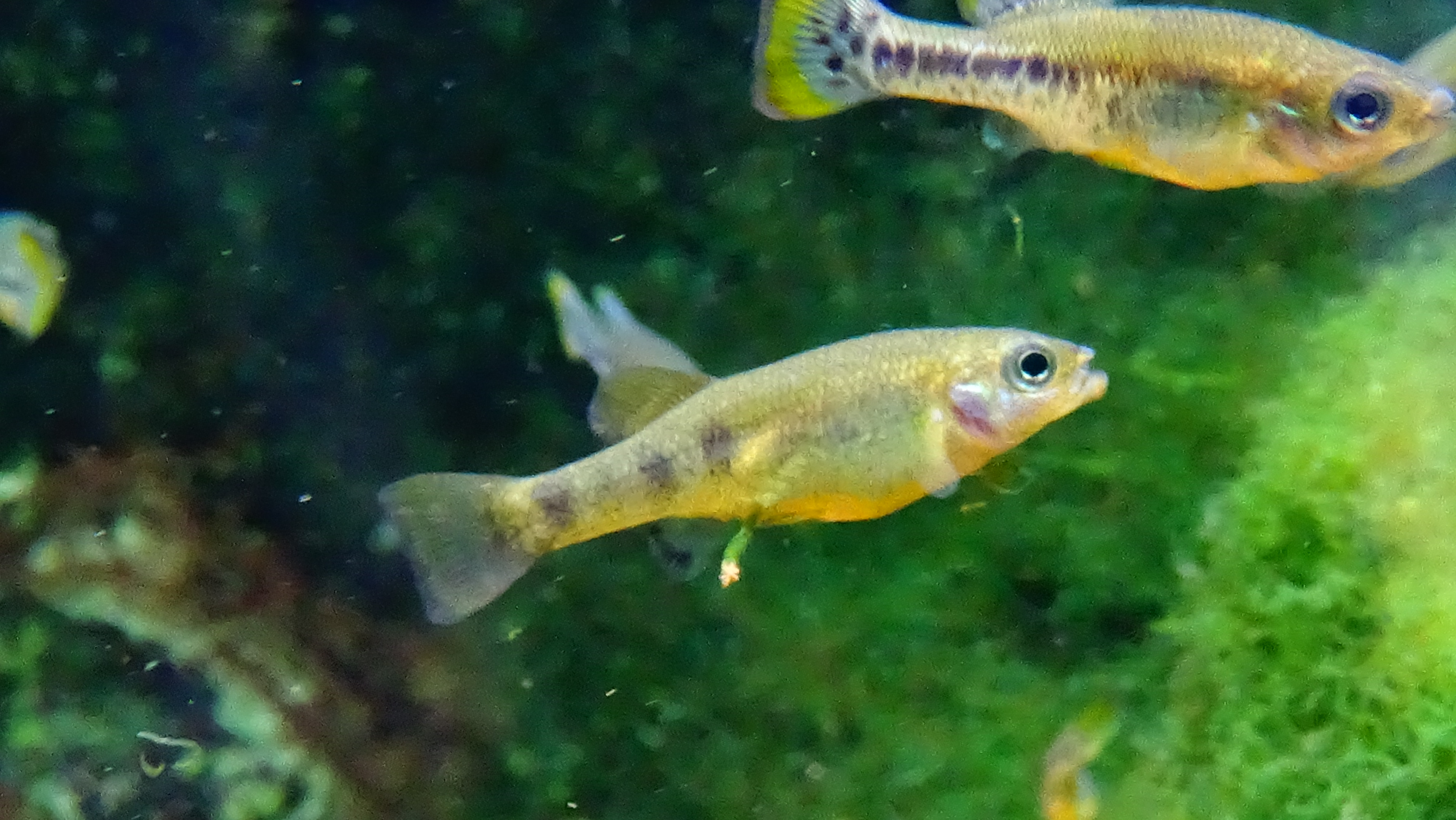
Jeune et mâle haut.